# あえないウタ
あえないウタは、キマグレンの1枚目のシングル。発売元はユニバーサルシグマ。

## 解説
2008年2月20日に発売された。キマグレンにとって本作がメジャーデビュー作品となる。
PVは神奈川県逗子市の逗子海岸の風景をバックに、CDジャケットに描かれているISEKIとKUREIをモチーフにした青いキャラクターのアニメーションが登場するものになっている。また、2人が歌っているバージョンのものも制作されている。

## 収録曲
1. あえないウタ
  - 作詞：KUREI　作曲：ISEKI

恋人との別れを経験した男性の心情を歌ったバラード。キマグレン結成当時、KUREIが失恋をした経験が基になって曲が制作された。
2. 想い思い
  - 作詞：KUREI　作曲：ISEKI
  - 映画『ブルー・ブルー・ブルー』イメージソング

インディーズ時代に自主制作盤として発表した楽曲。本作でリアレンジ再録されている。
3. あえないウタ (Unplugged)
  - 作詞：KUREI　作曲：KUREI
4. あえないウタ (Instrumental)